# SN 2010in
SN 2010in – supernowa odkryta 6 października 2010 roku w galaktyce PGC0715978. W momencie odkrycia miała maksymalną jasność 18,50m.